# Romana Vyňuchalová
Romana Vyňuchalová (ur. 3 września 1986 w Bratysławie) – słowacka koszykarka, występująca na pozycjach silnej skrzydłowej lub środkowej, reprezentantka kraju.

## Osiągnięcia
Na podstawie, o ile nie zaznaczono inaczej.

### NCAA
- Uczestniczka rozgrywek I rundy turnieju NCAA (2006)

### NAIA
- Uczestniczka rozgrywek II rundy turnieju NAIA (2007)
- Mistrzyni:
  - sezonu regularnego All-Sooner Athletic Conference (2007, 2008)
  - turnieju All-Sooner Athletic Conference (2007, 2008)
- Zaliczona do składu honorable-mention All-Sooner Athletic Conference (2007)

### Drużynowe
- Mistrzyni Austrii (2009, 2010)[3][4]
- Zdobywczyni Pucharu Austrii (2010)[4]
- 4. miejsce podczas mistrzostw Słowacji (2017, 2018)[5][6]
- Uczestniczka międzynarodowych rozgrywek Eurocup (2008/2009)

### Indywidualne
(* – nagrody przyznane przez portal eurobasket.com)
- Najlepsza*:
  - zawodniczka:
    - krajowa ligi słowackiej (2019)[7]
    - defensywna ligi słowackiej (2017, 2019)[5][7]

  - środkowa ligi:
    - austriackiej (2010)[4]
    - słowackiej (2014, 2015)[8][9]

  - skrzydłowa ligi słowackiej (2017)[5]
- Zaliczona do*:
  - I składu:
    - ligi:
      - austriackiej (2010)[4]
      - słowackiej (2014, 2015, 2017, 2019)[8][9][5][7]

    - najlepszych zawodniczek zagranicznych ligi austriackiej (2010)[4]
    - zawodniczek krajowych ligi słowackiej (2013–2015, 2017, 2019)[10][8][9]

  - II składu ligi słowackiej (2013)[10][5][7]
  - III składu ligi słowackiej (2018)[6]
- Liderka ligi słowackiej w:
  - punktach (2015 – 18,3)[9]
  - zbiórkach (2015 – 11)[9]
  - blokach (2015 – 1,4, 2017 – 1,8, 2019 – 1,8)[9][5][7]

### Reprezentacja

#### Seniorska
5x5
- Uczestniczka:
  - mistrzostw Europy (2009 – 8. miejsce 2011 – 6. miejsce, 2013 – 9. miejsce, 2015 – 7. miejsce, 2017 – 16. miejsce)
  - kwalifikacji do Eurobasketu (2008/2009, 2010/2011, 2012/2013)

3x3
- Uczestniczka:
  - mistrzostw Europy 3x3 FIBA (2018 – 23. miejsce, 2019 – 19. miejsce, 2021 – 11. miejsce)
  - kwalifikacji do mistrzostw Europy 3x3 FIBA (2018 – 8. miejsce, 2019 – 6. miejsce, 2021 – 11. miejsce)

#### Młodzieżowe
- Brązowa medalistka mistrzostw Europy U–20 dywizji B (2006)
- Uczestniczka mistrzostw Europy U–18 (2004 – 11. miejsce)